# Affaire Mohamed Laidouni
L'Affaire Mohamed Laidouni du nom de la victime, est une affaire criminelle dans laquelle Mohamed Laidouni a été lynché à mort par une bande des Mureaux sur l'autoroute A13 dans la nuit du samedi 26 au dimanche 27 juin 2010. 

## Contexte
Dans la nuit du 26 au 27 juin 2010, vers 1 h du matin, Mariem El Abassi,, une étudiante en BTS de 20 ans qui rentrait d'un dîner, conduit sa Renault Clio blanche immatriculée 93. Son ami Dominique Correa, 25 ans, est à ses côtés. Le couple quitte le quartier de Bizet pour s'engager sur l'autoroute A13 en direction de Paris au niveau de la commune de Chapet. Au même moment, Mohamed Laidouni âgé de 30 ans, accompagné de sa mère, ses trois frères, sa femme et d'un cousin viennent de dîner chez une tante et chargent la remorque pour un voyage en Algérie, pays d'origine de la famille. Ils  rentrent en convoi formé de trois voitures. En tête, l'Audi de sa mère avec à son bord, sa mère, sa femme et Jamel, un frère. Ils partent en Algérie. Mohamed est dans une auto juste derrière l'Audi avec Samir, un autre de ses frères. Derrière lui se trouvent son cousin Ali et son petit frère Nabil. Mohamed, trois de ses frères et son cousin vont eux en direction du quartier de l'Arche-Guédon, à Torcy (Seine-et-Marne).

## L'accident
Au moment de s'engager sur l'autoroute, Mariem El Abassi cherche à doubler une voiture sur la bretelle d'entrée. Elle force le passage en ne respectant pas le cédez-le-passage et érafle l'Audi de Mohamed Laidouni par l'arrière. Tout le monde se range sur la bande d'urgence et Mohamed réclame qu'un constat amiable soit dressé.
« Un constat ? Vous n'allez pas faire vos Français ! », « Vous êtes de vrais Blancs, ma parole ! »,  aurait déclaré la conductrice à l'origine de l'accrochage, qui refuse de signer le constat. Mais Mohamed Laidouni ne partage pas cet avis : il pense peut-être que la  voiture est volée, que la conductrice n'a pas de permis ou un défaut d'assurance, et le jeune homme préfère appeler la police. Le passager de la Clio, Dominique Correa, appelle neuf amis en renfort pour les sortir d'affaire. Le lieu de l'accident étant proche des Mureaux, une dizaine de personnes déterminées de cette ville répondent à son appel.

## Le massacre
Deux véhicules arrivent dont une Peugeot 106, avec au total « 13 personnes décidées à faire la guerre », selon les témoignages. L'un des agresseurs a dit : « on va vous tuer devant votre mère ». Mohamed et son frère Nabil sont roués de coups devant leurs parents. Quatre autres membres de la famille de la victime ont également été frappés. Elles bénéficieront d'interruptions totales de travail allant de deux à six jours. Un des voyous déclare : « c'est lui qui a appelé la police, on va le tuer » en désignant Mohamed et ils s'acharnent particulièrement sur le jeune homme. Un des frères raconte : « Ils ont fait ça devant notre mère et devant sa femme avec qui il était marié depuis un an, c'est horrible ». Grièvement blessé, Mohamed est laissé pour mort près de la glissière d'autoroute.
À l'arrivée de la police et des secours, la conductrice impliquée dans l'accrochage et tous ses amis prennent la fuite. Selon une source judiciaire, « dans sa fuite, la Clio aurait roulé sur l'homme à terre ». Les policiers n’auront que le temps de constater les dégâts et d'assister à l'évacuation de Mohamed souffrant de graves lésions cérébrales. Un des policiers présents sur les lieux dit : « Il y avait du sang partout. Je n'ai pas vu la victime, prise en charge par les pompiers à mon arrivée, mais les collègues m’ont dit qu’il perdait du sang de partout, de la bouche, des oreilles, du nez… ».

## L'enquête
Un véhicule de la brigade anti-criminalité (BAC) prend en chasse les fuyards et parvient à immobiliser une Peugeot 106 à bord de laquelle se trouvent deux suspects, Abdoulaye Ba et Hadema Diakite, respectivement 21 et 22 ans, tous deux résidant au quartier des Musiciens. Hadema Diakite a été mis en examen pour meurtre et violences volontaires aggravées. Abdoulaye Ba est poursuivi pour complicité de meurtre et de violences volontaires aggravées, et sont à la maison d'arrêt de Bois-d'Arcy.
Acheminé à l'Hôpital européen Georges-Pompidou de Paris, Mohamed Laidouni décède le matin du dimanche 27 juin 2010, d'un œdème cérébral ayant entraîné l'arrêt du cœur. L'autopsie réalisée le lendemain indique que la mort est due à « de nombreux coups de pied et de poing reçus uniquement sur le visage et le crâne » et révèle aussi que « les coups au niveau de la tête et du visage ont été d’une violence extrême », et permet d'établir que la voiture n'a pas roulé sur la victime, mais que la Renault Clio a écrasé le pied d'un membre de la famille Laidouni.
Une information judiciaire est donc ouverte et l'enquête est confiée aux hommes de la Sûreté départementale des Yvelines. Un des enquêteurs dit à la presse : « Ce sont des barbares, des sales cons! Il faut l’écrire! ».
Le procureur de Versailles, Michel Desplan, dit de la victime qu'elle a été « tuée d’une manière sauvage, avec une violence incroyable ». Mariem El Abassi et Dominique Correa, qui se savaient recherchés, se sont présentés spontanément le soir du mardi 29 juin 2010 avec une cinquième personne dont des papiers lui appartenant ont été trouvés dans la Peugeot 106. Un sixième homme s’est rendu le soir du 30 juin 2010. La conductrice est poursuivie pour complicité de meurtre et non-assistance à personne en danger. Le passager du véhicule impliqué est mis en examen pour meurtre. 
La police met la main sur une caméra de vidéosurveillance de l'autoroute A13 qui a enregistré la scène. Le film, d'une durée de 45 secondes, montre la violence inouïe avec laquelle Mohamed Laidouni a été sauvagement lynché. Pour augmenter la force de leurs coups, certains n'hésitent pas à prendre de l'élan et lors de sa fuite, Mariem El Abassi roule sur le pied d'Ali Laidouni alors qu'il tente de secourir son frère. L'enregistrement, de trop mauvaise qualité, ne permet pas de reconnaître chaque individu. La famille de la victime accuse Dominique Correa, Kamel Boucena et Mody Sarr de s'être particulièrement acharnés, alors que la victime était inconsciente. Mody Sarr aurait donné le premier coup et Boucena reconnaît avoir jeté la victime au sol.
Les policiers découvrent que Mariem El Abassi venait d'obtenir son permis de conduire et que son véhicule était assuré. Durant leur garde à vue, les quatre suspects reconnaissent leur présence sur les lieux des faits, mais nient toute participation à la rixe. Le jeudi 1er juillet 2010, les quatre suspects sont confrontés aux membres de la famille Laidouni, où « chacun reste sur ses positions ». Maître Kaltoum Gachi, l'avocate de Mariem El Abassi, a déposé le 2 juillet 2010, une demande de remise en liberté pour sa cliente, qui a été rejetée le 7 juillet 2010 par la chambre de l'instruction de la cour d'appel de Versailles. Le 5 juillet 2010, un septième suspect, prénommé Djibril, âgé de 18 ans et originaire des Mureaux, s'est livré à la police.

## Réactions politiques
Nabil Laidouni déplore qu'aucun ministre du Gouvernement Fillon « n'ait appelé la famille, on est là comme des cons, seuls ». Le 27 mars 2011, le sous-préfet de Torcy, Frédéric Mac Kain a reçu les parents de la victime, ainsi que son épouse.
La Municipalité des Mureaux affirme que le fait divers « entache l'image de la ville, mais l'ensemble des habitants ne sont pas comme ça. C'est quand même une commune où il fait bon vivre ».
Marine Le Pen, alors vice-présidente du Front national juge que le lynchage de Mohamed Laidouni est de l' « entière responsabilité » du gouvernement de Nicolas Sarkozy.

## Les procès
Le 8 avril 2013, le procès du meurtre de Mohamed Laidouni s'ouvre à la Cour d'assises des Yvelines, les dix accusés suspectés d'avoir battu à mort Mohamed Laidouni. 
Après deux semaines de débats, le 19 avril 2013, le verdict du procès est rendu après une délibération de près de 10 heures. Les dix accusés sont condamnés à des peines de quatre à 20 ans de prison. La Cour d'assises des Yvelines condamne Mariem El Abassi à quatre ans de prison dont un avec sursis et délivre un mandat de dépôt. Dominique Correa et deux de ses complices, Kamel Bouccena et Mody Sarr, sont reconnus coupables de meurtre et écopent de 20 ans de réclusion criminelle. Ismaïl Seghna est reconnu coupable d'homicide volontaire et écopent de 18 ans de prison. Ces quatre derniers condamnés font appel de la décision. Les cinq autres accusés, pour lesquels l'intention de tuer n'a pas été retenue, sont condamnés à des peines de trois à quatre ans de prison et ne font pas appel.
En décembre 2014, le procès en appel a lieu devant la Cour d'assises d'appel des Hauts-de-Seine. Face aux avocats de la partie civile Francis Szpiner et François Baroin qui s'appuient sur les paroles des accusés lors des faits, l'avocat de la défense Éric Dupond-Moretti plaide pour une bagarre qui aurait mal tourné, sans intention de donner la mort. Il s’appuie notamment sur l'absence d'armes des accusés arrivés en renfort et répond que « la langue de la cité n'est pas la nôtre. Elle ne pacifie pas. On a peu de vocabulaire, on en arrive rapidement au conflit ». Après huit heures de délibérés, les jurés ne retiennent pas l'intention de tuer et requalifient les faits en « coups mortels en réunion ayant entraîné la mort sans intention de la donner ». Les quatre accusés condamnés à 20 et 18 ans de prison voient leur peine baisser à 15 ou 14 années.

## Hommage
Le 28 juin 2010, dans l'après-midi, les machines de l'imprimerie Roto France Impression de Lognes, où Mohamed Laidouni travaillait depuis cinq ans, s'arrêtent : ses collègues observent une minute de silence. « Qu’est-ce qu’on peut faire de plus ? » se désole le directeur Jean-François Calarnou.
Les coéquipiers du football club de Lésigny où Mohamed était joueur, ont collecté de l'argent. Ils offrent à la famille de la victime un ballon dédicacé et un maillot bleu n°8 aux couleurs du club, numéro que portait Mohamed à ASC Lésigny. Bilali Diao, entraîneur de l'équipe, anime une prière car Mohamed était musulman pratiquant.
Mohamed Laidouni est enterré à Tlemcen, en Algérie.
Le 27 mars 2011, une marche blanche est organisée à Torcy à la mémoire de Mohamed Laidouni. Plus de 300 personnes, vêtues de tee-shirt blanc à l'effigie de Mohamed Laidouni, ont participé à ce dernier hommage.